# McQueeney
McQueeney é uma Região censo-designada localizada no estado norte-americano do Texas, no Condado de Guadalupe.

## Demografia
Segundo o censo norte-americano de 2000, a sua população era de 2527 habitantes.

## Geografia
De acordo com o United States Census Bureau tem uma área de
11,9 km², dos quais 10,8 km² cobertos por terra e 1,1 km² cobertos por água. McQueeney localiza-se a aproximadamente 185 m acima do nível do mar.

## Localidades na vizinhança
O diagrama seguinte representa as localidades num raio de 16 km ao redor de McQueeney.